# Bloco Afro Ilú Oba De Min

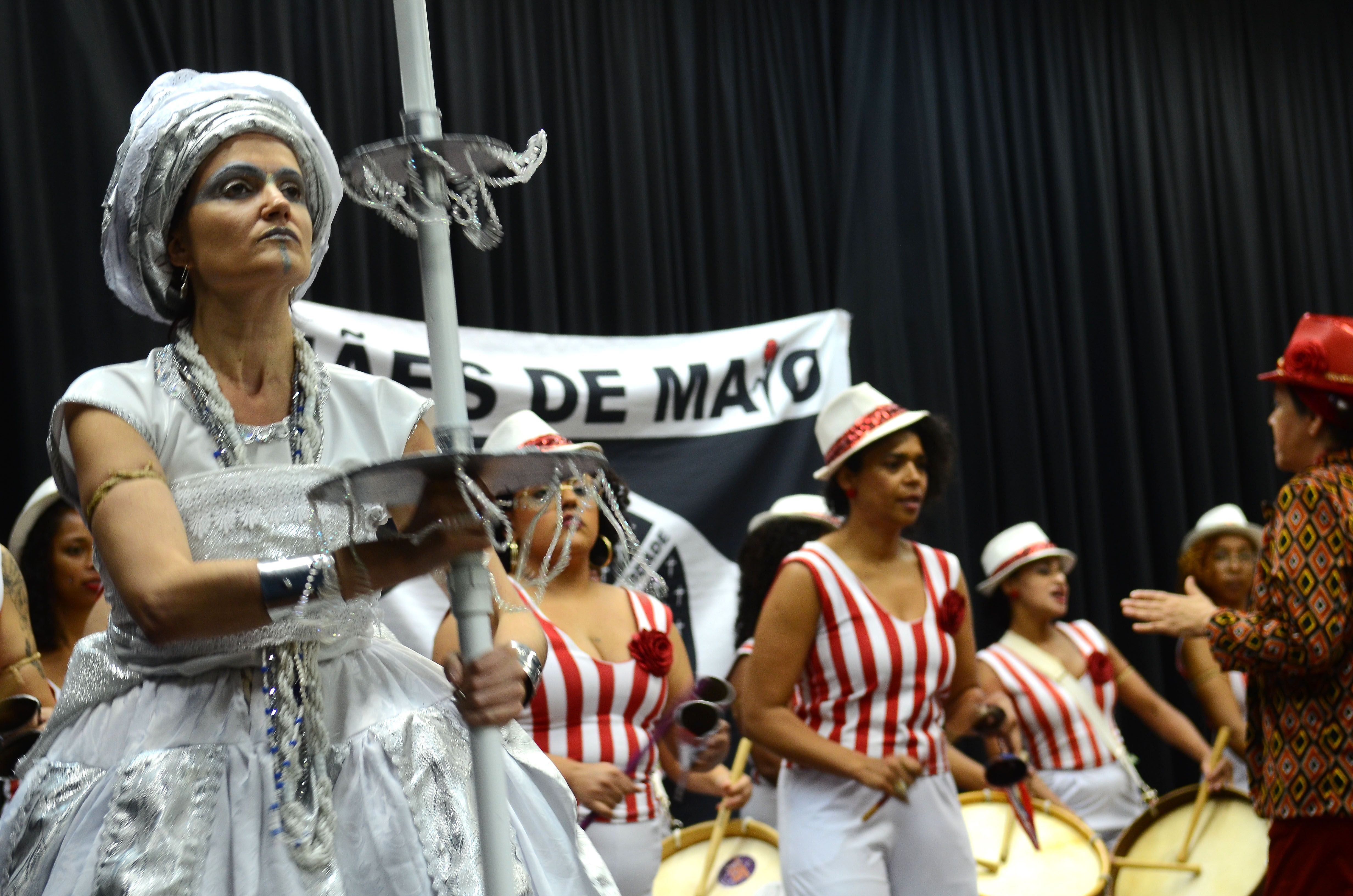
São Paulo - Intervenção cultural do Bloco Afro Ilú Obá De Min, na inauguração do Memorial dos Crimes de Maio e do Genocídio Democrático (Rovena Rosa/Agência Brasil)

Bloco Afro Ilú Oba De Min é um Bloco Afro de São Paulo.
Fundado em 2004, tendo como madrinha a cantora Leci Brandão, é composto apenas por mulheres. Foi criado pelas percussionistas Beth Beli, Girlei Luiza Miranda e Adriana Aragão, que procuravam uma forma de aumentar a participação feminina no toque do tambor.
Além dos ritmos do candomblé, o bloco toca jongo, maracatu, boi e ciranda. As percussionistas são acompanhadas por cantoras e dançarinas (os) e pernaltas que representam os Orixás africanos.
Em 2020, o bloco homenageou a artista Lia de Itamaracá em seu tradicional cortejo de carnaval.